# Bill Bowerman
Bill Bowerman (* 19. Februar 1911 in Portland, Oregon; † 24. Dezember 1999 in Fossil, Oregon) war ein US-amerikanischer Leichtathletikcoach (u. a. der US-amerikanischen Lauflegende Steve Prefontaine), Konstrukteur und Unternehmer.

## Familie und Privates
Bill Bowermans Vater war der Gouverneur Jay Bowerman. Seine Mutter wuchs in Fossil auf, wohin die Familie nach der Scheidung der Eltern 1913 wieder zog. Bowerman hat zwei ältere Geschwister, Dan und Mary Elizabeth „Beth“; und einen Zwillingsbruder, Thomas, welcher mit zwei Jahren bei einem Aufzugunfall starb.
Bowerman heiratete Barbara Young am 22. Juni 1936. Ihr erster Sohn, Jon, wurde am 22. Juni 1938 geboren. William J. Bowerman, Jr. („Jay“) wurde am 17. November 1942 geboren. Während des Zweiten Weltkrieges diente Bowerman in der 10th Mountain Division. Sein kompletter (1932–1999) Nachlass ist seit 2015 zugänglich.

## Trainerkarriere
Sein Trainingsstil beruhte auf großen Umfängen in relativ niedriger Geschwindigkeit und ist am ehesten mit dem von Arthur Lydiard vergleichbar. Bowermans „Men of Oregon“ an der University of Oregon gewann 24 NCAA Einzeltitel und vier NCAA Teamtitel (1962-1964-1965-1970). Bowerman trainierte das Weltrekord-Team über 6,4 km (4 Meilen) 1962 mit Archie San Romani, Dyrol Burleson, Vic Reeve und Keith Forman. Bowerman trainierte unter anderem Otis Davis, Steve Prefontaine, Kenny Moore, Bill Dellinger, Mac Wilkins, Jack Hutchins, Dyrol Burleson, Harry Jerome, Siegmar Ohlemann, Les Tipton, Gerry Moro, Wade Bell, Dave Edstrom, Roscoe Divine, Matt Centrowitz, Arne Kvalheim, Jim Grelle, Bruce Mortenson und Phil Knight.

## Nike
In den 1960er Jahren war er an der Gründung des späteren Sportartikel-Weltkonzerns Nike beteiligt. Offiziell tritt er aber erst 1971 als Mitbegründer in der Firmenhierarchie auf.
Als Konstrukteur in der Firma entwarf er in den 1960er Jahren den später als Retro-Modell bekannten Schuh Cortez sowie 1979 mit dem Modell Tailwind den ersten Laufschuh mit einer Gasgemischdämpfung in der Zwischensohle. Bei den ersten Exemplaren seines Modells Waffle-Trainer soll er das Muster auf der Außensohle mit dem Waffeleisen seiner Frau geprägt haben. Seine Versuche mit Fischhaut als Außenmaterial für Laufschuhe wurden kein Erfolg.
Bei der Laufschuh-Kollektion des Jahres 2005 von Nike gab es zu seinen Ehren wieder die „Bowerman-Series“, eine Zusammenstellung bestimmter Modelle in limitierten Auflagen mit bestimmten Ausstattungsmerkmalen und Farben. Erstmals wurde die „Bowerman-Series“ im Jahre 2001 aufgelegt.